# Бучацька дитяча художня школа
Бучацька районна комунальна художня школа — дитячий позашкільний освітній заклад у Бучачі.

## Коротка історія
Заснована 1960 року, як художня студія, для всіх бажаючих, хто мав час і бажання пізнати малярське мистецтво,  Ментусом Омеляном Васильовичем, переселенцем з Лемківщини, і є першою серед художніх шкіл, що засновані в районних центрах України. Якийсь час діяла в приміщенні Бучацької ратуші, та на вул. Галицькій, 25 (в центральній частині міста).
Тривалий час мала проблеми з приміщенням, коли перебувала в глинобитному (аварійному) приміщенні, на вул. Богдана Хмельницького, 7,  в якій колись проживав австрійський військовик (казали люди - генерал). 1 вересня 2019 р., відкрилися двері нового приміщення Бучацької районної комунальної художньої школи за адресою вул. Шкільна, 1.
Учні школи постійно беруть участь в обласних олімпіадах, виставках, Всеукраїнських, Міжнародних  конкурсах і фестивалях з образотворчого і декоративно-прикладного мистецтва, де стають переможцями, призерами і дипломантами, що є високою оцінкою викладацькому складу школи, та тим самим  примножується слава Бучаччини та дитячоі художньої школи.

## Особи

### Директори
- Омелян Васильович Ментус[1] (1960-2018)
- Леонід Генріхович Веселовський

### Викладачі
- Ярослав Біль
- Тарас Ващук
- Володимир Зінський
- Володимир Поморський
- Андрій Лесів
- Степан Шевчук
- Оксана Пеньонжик-Мазур

### Випускники
- Бевз Микола Валентинович
- Біль Ярослав Теодорович[2]
- Василик Роман Якимович
- Витягловський Михайло Володимирович
- Нетриб'як Михайло Миколайович[3]
- Приведа Олександра Олександрівна
- Смертюк Богдан Степанович
- Станкевич Михайло Євстахійович
- Френчко Віктор Васильович